# Ramesh Mishra
Ramesh Mishra (o Misra) (2-octubre-1948, Benarés, India, - 13-marzo-2017, Nueva York, E.U.) fue un instrumentista de sarangi de India.
Mishra proviene de una familia de ejecutantes de sarangi y estudió desde una temprana edad con sus familiares. Es discípulo de Ravi Shankar y ha realizado numerosas grabaciones en el campo de la música clásica indostaní. También ha grabado con la banda de rock Aerosmith (en el álbum Nine Lives). Mishra fue reconocido con el premio Sangeet Natak Akademi Award en 2008.